# ویسبادن-وشتند
ویسبادن-وشتند (به آلمانی: Wiesbaden-Westend) یک منطقهٔ مسکونی در آلمان است که در ویسبادن واقع شده‌است. ویسبادن-وشتند  ۱۸٬۰۷۳ نفر جمعیت دارد.